# Тецкань (Румунія)
Тецкань, Тецкані (рум. Tețcani) — село у повіті Нямц в Румунії. Входить до складу комуни Гереєшть.
Село розташоване на відстані 294 км на північ від Бухареста, 37 км на схід від П'ятра-Нямца, 58 км на захід від Ясс.

## Населення
За даними перепису населення 2002 року у селі проживали 910 осіб, усі — румуни. Усі жителі села рідною мовою назвали румунську.